# Římskokatolická farnost Božejov
Římskokatolická farnost Božejov je územním společenstvím římských katolíků v rámci pelhřimovského vikariátu českobudějovické diecéze.

## O farnosti

### Historie
Farní kostel je doložen v Božejově písemnými prameny v roce 1352.

### Současnost
Farnost má sídelního duchovního správce, který je zároveň administrátorem ex currendo ve farnosti Libkova Voda a výpomocným duchovním v Pelhřimově.
| Fotografie | Kostel                    | Místo    | Bohoslužba             | Bohoslužba             | Poznámka        |
| ---------- | ------------------------- | -------- | ---------------------- | ---------------------- | --------------- |
|            | Kaple                     | Bor      | neslouží se pravidelně | neslouží se pravidelně | obecní kaple    |
|            | Kostel sv. Jiří           | Božejov  | neděle                 | 9.00                   | farní kostel    |
|            | Kaple sv. Anny            | Božejov  | neslouží se pravidelně | neslouží se pravidelně | hřbitovní kaple |
|            | Kaple                     | Ondřejov | neslouží se pravidelně | neslouží se pravidelně | obecní kaple    |
|            | Kaple Nejsvětější Trojice | Střítež  | neslouží se pravidelně | neslouží se pravidelně | obecní kaple    |
|            | Kostel Zvěstování Páně    | Ústrašín | neslouží se pravidelně | neslouží se pravidelně | filiální kostel |